# Aircrack-ng
Aircrack-ng är en nätverksprogramvarupaket som består av en detektor, paketsniffer, WEP- och WPA/WPA2-PSK cracker och analysverktyg för trådlösa nätverk som följer 802.11-standarden. Den fungerar med alla trådlösa nätverksgränssnittskontroller vars drivrutin stöder rå övervakningsläge och kan sniffa 802.11a, 802.11b och 802.11g trafik. Programmet är utvecklat för Linux, FreeBSD, macOS, OpenBSD och Windows. Linux-versionen är förpackad för OpenWrt och har också överförts till Android-, Zaurus PDA- och Maemo-plattformarna; och ett bevis på konceptport har gjorts till iPhone.
I april 2007 utvecklade ett team vid  Darmstadt University of Technology i Tyskland en ny attackmetod baserad på ett papper som släpptes på RC4-chifferet av Adi Shamir.  Den här nya attacken, med namnet 'PTW', minskar antalet initialiseringsvektorer eller IV:er som behövs för att dekryptera en WEP-nyckel och har inkluderats i sviten aircrack-ng sedan version 0.9 släpptes.
Aircrack-ng är en  gaffel av det ursprungliga Aircrack-projektet.  Det kan hittas som ett förinstallerat verktyg i många Linux-distributioner som Kali Linux eller Parrot, som delar gemensamma attribut när de utvecklas under samma projekt (Debian).